# Österlägret
Österlägret är en ö i Åland (Finland). Den ligger i Skärgårdshavet och i kommunen Brändö i landskapet Åland, i den sydvästra delen av landet. Ön ligger omkring 55 kilometer nordöst om Mariehamn och omkring 240 kilometer väster om Helsingfors.
Öns area är 9,1 hektar och dess största längd är 0,5 kilometer i nord-sydlig riktning.